# Trachypleustes trevori
Trachypleustes trevori är en kräftdjursart som beskrevs av Edward Lloyd Bousfield och Hendrycks 1995. Trachypleustes trevori ingår i släktet Trachypleustes och familjen Pleustidae. Inga underarter finns listade i Catalogue of Life.